# Perizoma perryi
Perizoma perryi är en fjärilsart som beskrevs av Frederick H. Rindge 1973. Perizoma perryi ingår i släktet Perizoma och familjen mätare. Inga underarter finns listade i Catalogue of Life.